# Gomphidia ganeshi
Gomphidia ganeshi – gatunek ważki z rodziny gadziogłówkowatych (Gomphidae).